# Hormilleja
Hormilleja is een gemeente in de Spaanse provincie en regio La Rioja met een oppervlakte van 7,44 km². Hormilleja telt 147 inwoners (1 januari 2016).

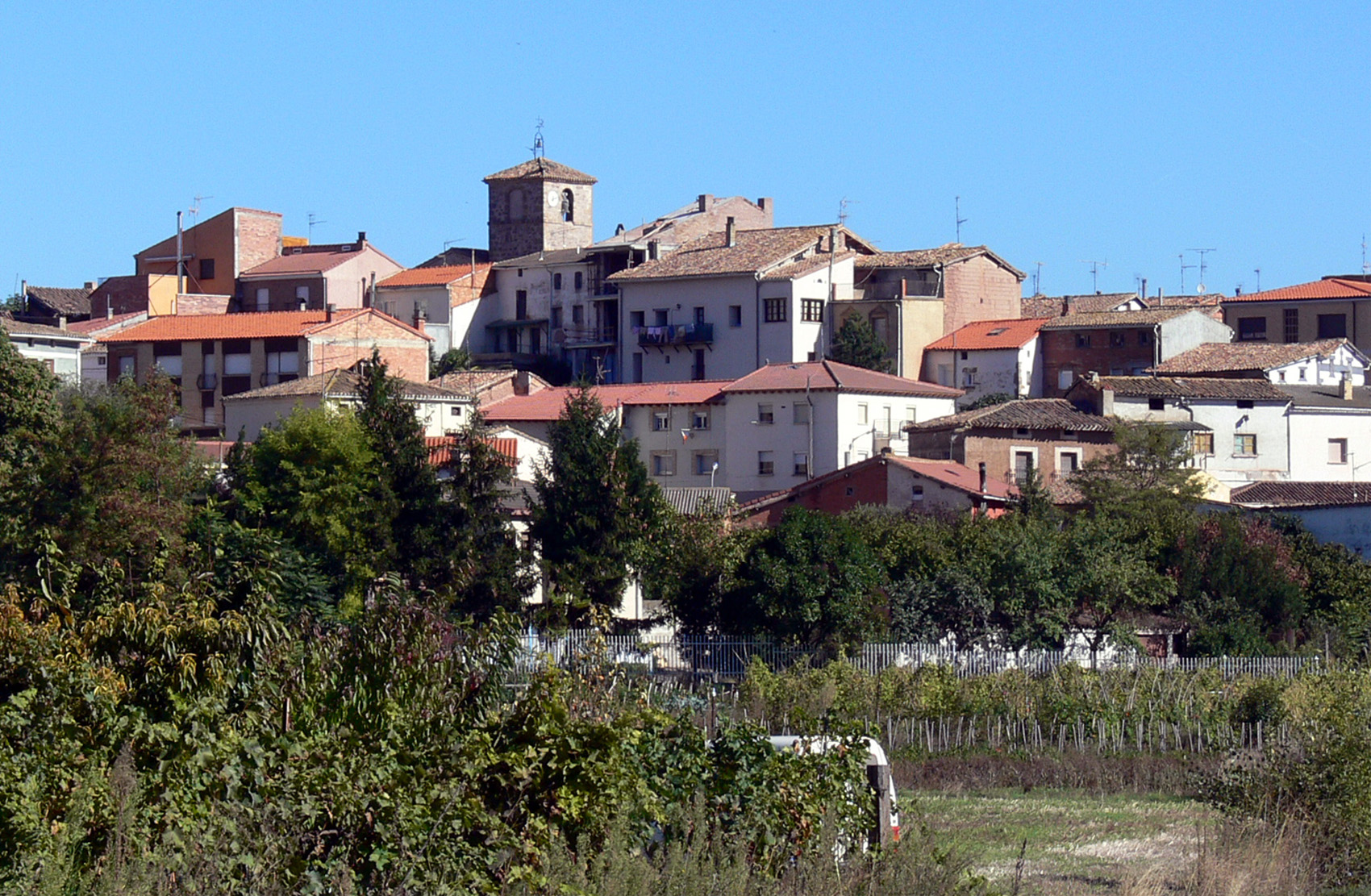
Hormilleja
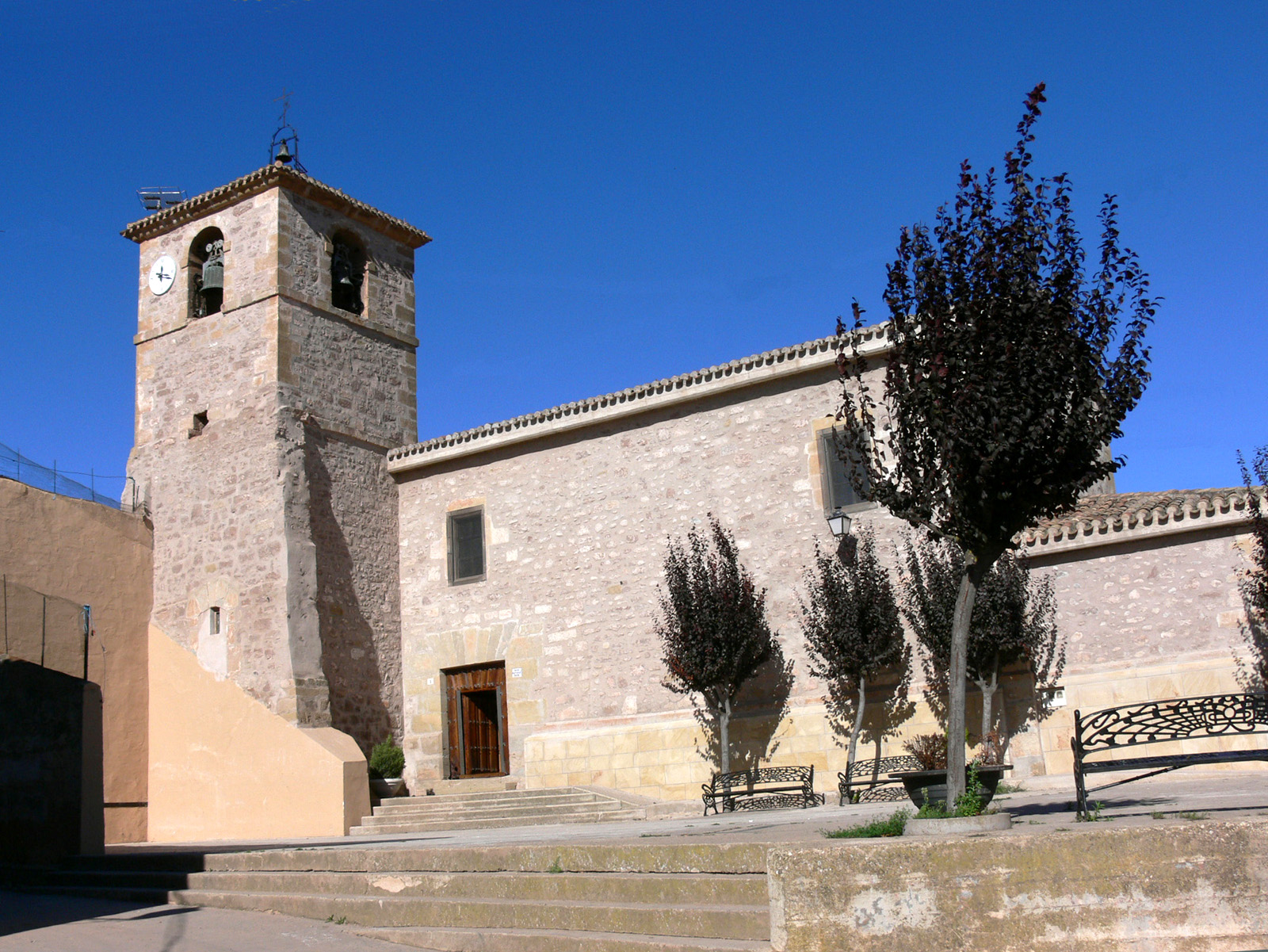
Kerk van Santa Catalina

## Demografische ontwikkeling
Bron: INE, 1857-2011: volkstellingen